# Jakub al-Mansur
Jakub al-Mansur (arabsko أبو يوسف يعقوب بن يوسف بن عبد المؤمن المنصور, Abū Jūsuf Jaʿqūb ibn Jūsuf ibn Abd al-Muʾmin al-Manṣūr), običajno Moulaj Jakub (مولاي يعقوب), je bil tretji almohadski kalif, ki je vladal od leta 1184 do 1199, * okoli 1160, † 23. januar 1199, Marakeš.
Njegovo vladavino so odlikovali razcvet trgovine, arhitekture, filozofije in znanosti, pa tudi zmagoviti vojaški pohodi, v katerih je uspel odbiti val rekonkviste na Iberskem polotoku.

## Vojaške operacije
Al-Mansurjev oče je bil ubit na Portugalskem 29. julija 1184. Ko je 10. avgusta z očetovim truplom prispel v Seviljo, je bil takoj razglašen za novega kalifa. Al-Mansur je obljubil maščevanje za očetovo smrt, vendar ga je spopad z Banu Ghanija zadržal v Afriki. Potem ko je Banu Ghanija zadal nov poraz, se je vrnil na Iberski polotok, da bi izpolnil svojo obljubo.
Njegovo obleganje Tomarja, središča portugalskih templarjev 13. julija 1190, je spodletelo. Isto leto je južneje od Tpmarja zavzel veliko trdnjavo Paderne in okolico, ki je bila od leta 1182 pod nadzorom portugalske vojske kralja Sanča I. Potem ko je zadal kristjanom še nekaj porazov in zavzel več velikih mest, se je vrnil v Magreb s tri tisoč krščanskimi ujetniki.
Po al-Mansurjevem odhodu so kristjani na Iberskem polotoku nadaljevali ofenzivo in zavzeli mnogo mavrskih mest, vključno s Silvesom, Vero in Bejo. Ko je al-Mansur izvedel za njihove osvojitve, se je vrnil na Iberski polotok in ponovno premagal kristjane. Tokrat je mnogo kristjanov, uklenjenih v skupinah po petdeset, v Afriki prodal za sužnje.
Med al-Mansurjevim bivanjem v Afriki so kristjani zbrali največjo vojsko tistega časa, ki je štela več kot 300.000 mož. Al-Mansur se je ponovno vrnil na Iberski polotok in v bitki pri Alarcosu 18. julija 1195 premagal vojsko kastiljskega kralja Alfonza VIII. Al-Mansurjeva vojska naj bi ubila 150.000 mož in odnesle denar, dragocenosti in drugo blago »neizmerne vrednosti«. Po tej zmagi je dobil naziv al-Mansur Billah (Bog ga je naredil za zmagovalca).

## Notranja politika

### Gradnje
Al-Mansur se je lotil več velikih gradbenih projektov. Kazbi Udajev v Rabatu je dodal monumentalna vrata in bil morda zaslužen za dokončanje gradnje mošeje Kutubije v Marakešu. Zgradil je tudi obsežno kraljevo citadelo in kompleks palač v Marakešu, ki je več stoletij ostal sedež vlade. Ta kraljeva četrt z mošejo Kazba (ali Al-Mansurija) je bila dostopna skozi monumentalna vrata Bab Agnau. Mošeja in vrata so bila zgrajena v Al-Masurjevem času. Lotil se je tudi gradnje še večje in utrjene prestolnice Rabat, kjer je poskušal zgraditi največjo mošejo na svetu. Po njegovi smrti sta se gradnji mošeje in citadele ustavili. Zgrajen je bil le del  ogromnega minareta, zdaj znanega kot Hasanov stolp.
Nekatera zgodovinska vrata Rabata, predvsem Bab er-Rouah, prav tako izvirajo iz tistega časa. Eno od Al-Mansurjevih slavnih del je Bimaristan v Marakešu, prva v Maroku zgrajena bolnišnica. Al-Mansur ga je okrasil z razkošnimi okraski in skulpturami, vrtovi in vodnimi kanali. Gradnjo je finacirala njegova vlada. V njem naj bi nekaj časa delal Averroes.

### Filozofija in religija
Al-Mansur je bil zaščitnik filozofa Averroesa in ga imel za izbranca na svojem dvoru.  Kot mnogi almohadski kalifi je bil tudi al-Mansur versko izobražen. Bil je naklonjen zahiritski ali dobesedniški šoli muslimanskega prava po doktrini Almohadov in je imel razmeroma obsežno izobrazbo v muslimanski preroški tradiciji. Napisal je celo knjigo o zapisanih izjavah in dejanjih preroka Mohameda. Al-Mansurjev zahirizem je bil jasen, ko je ukazal svojim sodnikom, naj sodijo samo absolutno skladno s Koranom. Mansurjev oče Abu Jakub je za glavnega sodnika imenoval kordovskega polihistorja Ibn Mdaa, s katerim sta nadzirala izvajanje prepovedi vseh nezahiritskih verskih knjig med almohadskimi reformami. Al-Mansur s tem ni bil zadovoljen in je po prihodu na prestol ukazal Ibn Madau, naj se loti sežiganja takih knjig.

## Smrt in zapuščina
Jakub al-Mansur je umrl 23. januarja 1199 v Marakešu.
Njegove zmage v Alarcosu so se spominjali še stoletja pozneje, ko se je val vojn na Iberskem polotoku obrnil proti muslimanski strani. Dogajanja opisuje zgodovinar Ibn Abi Zar v svojem delu Rawd al-Qirtas (Zgodovina vladarjev Magreba) iz leta 1326.
Po al-Mansurju se imenuje mesto Moulaj Jakub v okolici Fesa. Mesto je znano po  zdravilnih vročih vrelcih.